# Baciîna, Starîi Sambir
Baciîna (în ucraineană Бачина) este un sat în comuna Torciînovîci din raionul Starîi Sambir, regiunea Liov, Ucraina.

## Demografie
Componența lingvistică a localității Baciîna
     Ucraineană (99,45%)
     Alte limbi (0,55%)
Conform recensământului din 2001, majoritatea populației localității Baciîna era vorbitoare de ucraineană (99,45%), existând în minoritate și vorbitori de alte limbi.